# Henry Halleck
Henry Wager Halleck (16 de Janeiro, 1815 - 9 de Janeiro, 1872) foi um militar profissional dos Estados Unidos da América, advogado e estudioso militar. Foi o Comandante em Chefe, e posteriormente Chefe do Estado Maior do Exército da União durante a Guerra da Secessão. 

## Vida
Nasceu em Westernville, Nova Iorque. Cursou a Academia Militar de West Point com distinção, chegando a atuar como professor assistente mesmo antes de se formar. Graduou-se em 1839, como terceiro colocado na turma.  Após trabalhar nas fortificações do porto de Nova Iorque e inspecionar outras na França, teve o seu artigo Report on the Means of National Defence, publicado pelo Congresso. A obra, republicada sob o nome Elements of Military Art and Science, teve ampla e longa circulação no meio militar. Também traduziu para o inglês a obra do eminente teórico militar Henri Jomini Vie Politique et Militaire de Napoleon.
Transferido para California, exerceu diversas funções administrativas importantes. Participou da Guerra Mexicano-Americana, sendo nomeado tenente-governador de Mazatlán. Estudou leis e tornou-se um ator proeminente na elaboração da constituição da Califórnia. Após solicitar a baixa do exército em 1854, atuou com grande sucesso como advogado, homem de negócios e escritor, amealhando uma considerável fortuna. 
Com a eclosão da Guerra da Secessão em 1861, Abraham Lincoln, por indicação de Winfield Scott, nomeou-o major-general do exército regular, tornando-o efetivamente a quarta pessoa em ordem de antiguidade no exército federal. Foi nomeado chefe do departamento de Missouri, que depois incorporou Ohio e Kansas para se tornar o Departamento de Mississippi. Halleck mostrou-se proficiente em estabelecer a necessária organização administrativa. Mas provou-se bem menos hábil como comandante em campo, permitindo que o seu oponente P.G.T. Beauregard se evadisse com facilidade das poderosas forças federais. Esse fracasso não impediu que em Julho de 1862 fosse apontado por Lincoln comandante em chefe dos exércitos dos Estados Unidos. Essa promoção deu margem ao comentário maldoso de que, tendo fracassado em dirigir um dos exércitos da União, foi chamado para dirigir todos eles.
Na capacidade de comandante em chefe o Halleck nunca consegui agradar plenamente nem o seu chefe, o presidente dos Estados Unidos e nem a grande parte dos seus colegas em altas posições no governo. Entre os seus notáveis detratores estavam o secretário de guerra Edwin Stanton, o comandante do Exército do Potomac George McClellan e o secretário da marinha Gideon Welles. O próprio Lincoln afirmou que via em Halleck não mais do que um burocrata de primeira categoria. Tinha a tendência de focar mais nas questões de logística e recrutamento e menos nas operações na frente de batalha. Era pouco querido pela tendência de atribuir aos subordinados a culpa pelas próprias falhas.
Ao seu relegado ao posto de chefe do estado maior, substituído como comandante em chefe por Ulysses Grant em março de 1864, continuou exercendo tarefas similares às que exercia antes da demoção. No pós-guerra, foi brevemente comandante da Divisão Militar de James e em seguida comandante da área do Pacífico. Morreu em Lousville, Kentucky, onde exercia o comando da Divisão Militar Sul.

### Citações
- ISBN 0195038630